# Castelul Huniade din Timișoara
Castelul Huniade este un monument istoric și cea mai veche clădire din Timișoara, construit între anii 1308–1315 de Carol Robert de Anjou și reconstruit după cutremurul din 1443 de către Ioan de Hunedoara. Castelul medieval a fost distrus în timpul asediului Timișoarei din 1849 și refăcut în forma actuală în 1856. Astăzi adăpostește Muzeul Banatului.

## Istoric

### Vechiul castel

Castelul Huniade din Timişoara.
Litografie 24,8 x 17,5 din secolul al XVIII-lea, anonim, expusă la Muzeul Banatului

În contextul frământărilor politice din Regatul Ungariei al secolului XIV, regele Carol Robert de Anjou a decis, în urma unei vizite în 1307, să-și stabilească provizoriu, reședința la Timișoara. S-a impus astfel necesitatea edificării unui castel care să facă față necesităților regelui. Construcția a fost realizată probabil de constructori italieni și terminată cel mai probabil în 1315, pentru că, în 1316, regele era deja stabilit în noul său castel.Acesta a locuit aici pentru aproape 8 ani. Edificiul s-a dezvoltat în jurul unei curți patrulatere cu turnuri cilindrice de colț. Așezat fiind pe o insulă era legat de orașul Timișoara, fortificat și el de către același rege, printr-o punte mobilă. A cunoscut refaceri importante în timpul comitelui Pippo Spano.

### Noul castel
Între 1441 și 1456, comite de Timișoara a fost Ioan de Hunedoara. Acesta și-a stabilit aici reședința și a dispus edificarea unui nou castel, pe ruinele vechiului palat-castel regal, grav avariat de un cutremur. O contribuție la edificarea lui a fost adusă de arhitectul italian Paolo Santini de Duccio, aflat în acea perioadă în serviciul lui Iancu de Hunedoara. Atât castelul cât și fortificațiile orașului au fost dotate cu turnuri în plan semicircular adaptate artileriei.
A servit drept reședință nobiliară pentru toți regii care până în 1552 au poposit la Timișoara. În perioada ocupației otomane (1552-1716), a servit drept reședință a beglerbegilor Pașalâcului de Timișoara.

### Reconstrucția
Datorită asediului imperialilor, care a dus la recucerirea Banatului, castelul a fost deteriorat, astfel că după 1716 s-a impus renovarea lui. Însă funcția lui a fost schimbată, fiind transformat în cazarmă de artilerie și depozit militar. 
În anul 1849, revoluționarii maghiari, asediind Timișoara, au distrus castelul din temelii, până la punctul în care a fost nevoie de o reconstruire a edificiului. Lucrările de reconstrucție și renovare s-au terminat în 1856. Edificiul a fost mult modificat, în special în ceea ce privește fațada.

## Stil
În ciuda numeroaselor modificări, castelul și-a păstrat organizarea în jurul unei curți patrulatere, poziția turnului-donjon și "Sala Cavalerilor", detalii care se regăsesc și la Castelul Corvineștilor de la Hunedoara. Fațada principală a fost refăcută într-un stil romantic.
Ferestrele, terminate în arc în plin cintru dar cu decorație neogotică deasupra, au luat locul orificiilor pentru piesele de artilerie iar fațada a fost realizată în cărămidă aparentă. Primul etaj, construit pe înălțimea a două caturi normale conține două săli boltite în stil neogotic, una cu trei nave iar cealaltă cu două ce sunt construite din cărămidă și susținute de un șir de coloane masive.
Clădirea se termină în plan vertical printr-un etaj mansardă iar din punct de vedere al plasticii exterioare, în partea superioară a fațadei se află un coronament crenelat.
Turnul castelului este de formă rectangulară, de mică înălțime, cu ferestre mici și decorat cu creneluri la extremitatea superioară astfel încât acoperișul nu este vizibil. Intrarea principală a fost modificată și este flancată de doi pilaștri masivi ce au în partea superioară câte o colecție de arme specifice Evului Mediu care contribuie la aspectul gotic al castelului.
Cele două capete ale fațadei principale sunt prevăzute cu rezalite, ale căror colțuri sunt accentuate printr-o imitație în tencuială a sistemului constructiv din piatră.

## Muzeu
Din 1947, castelul a fost atribuit Muzeului Banatului și găzduiește secțiile de istorie și de științe ale naturii. Castelul se află din nou în renovare.

## Imagini

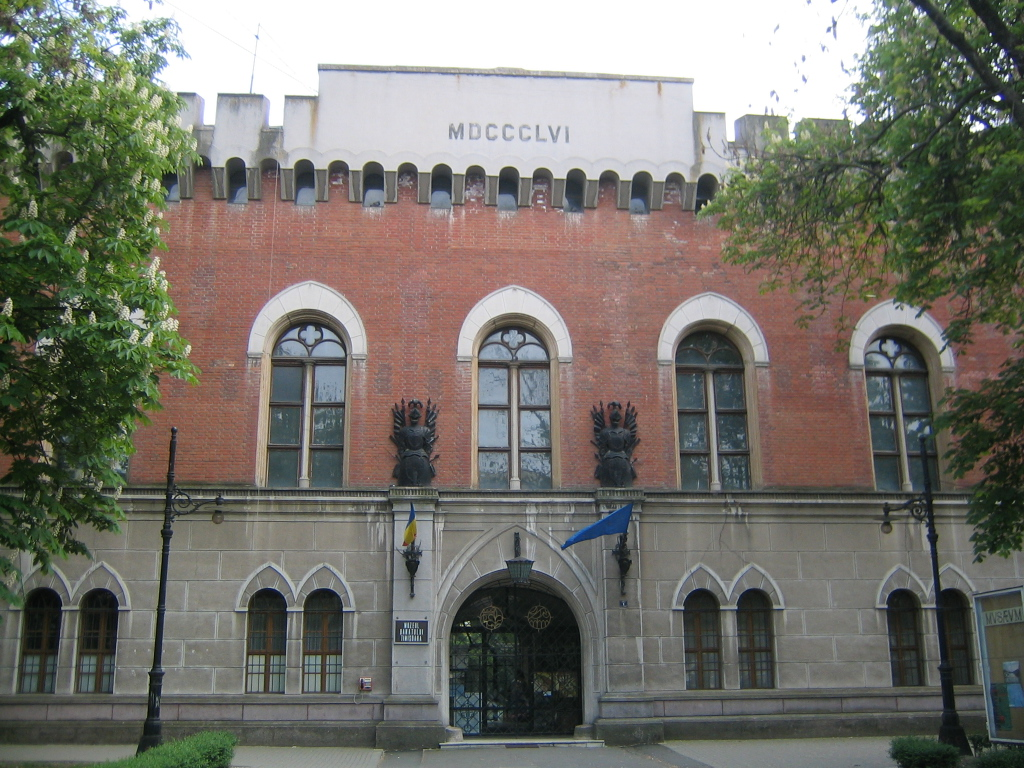
Intrarea principală
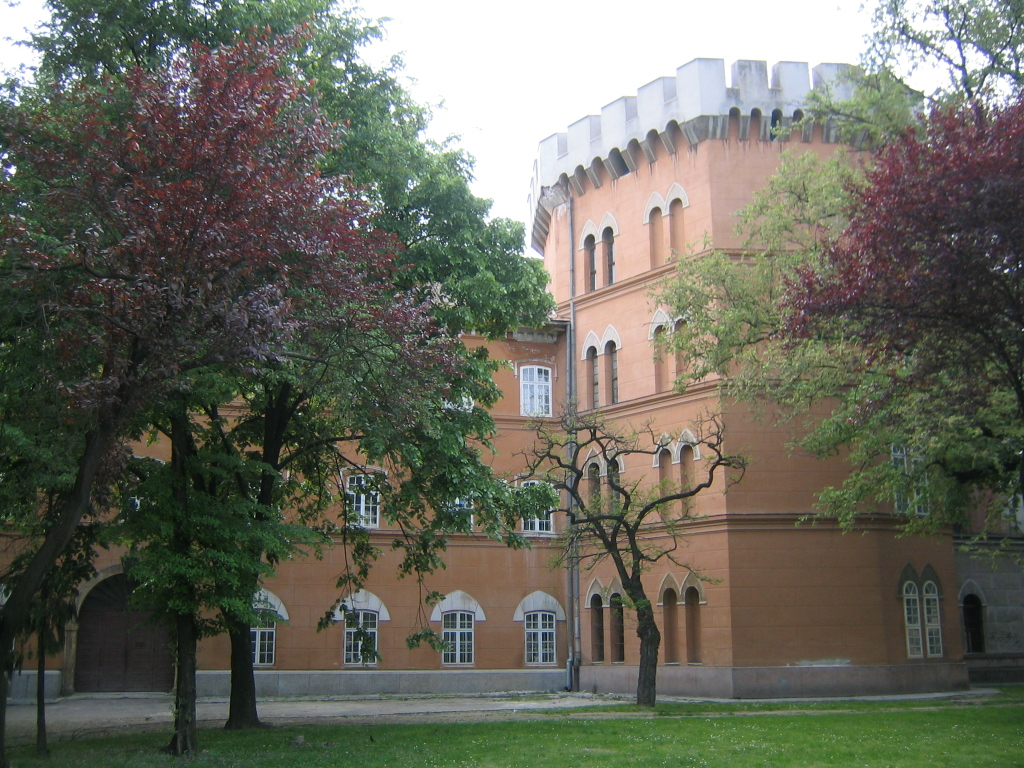
Vedere laterală cu turnul castelului
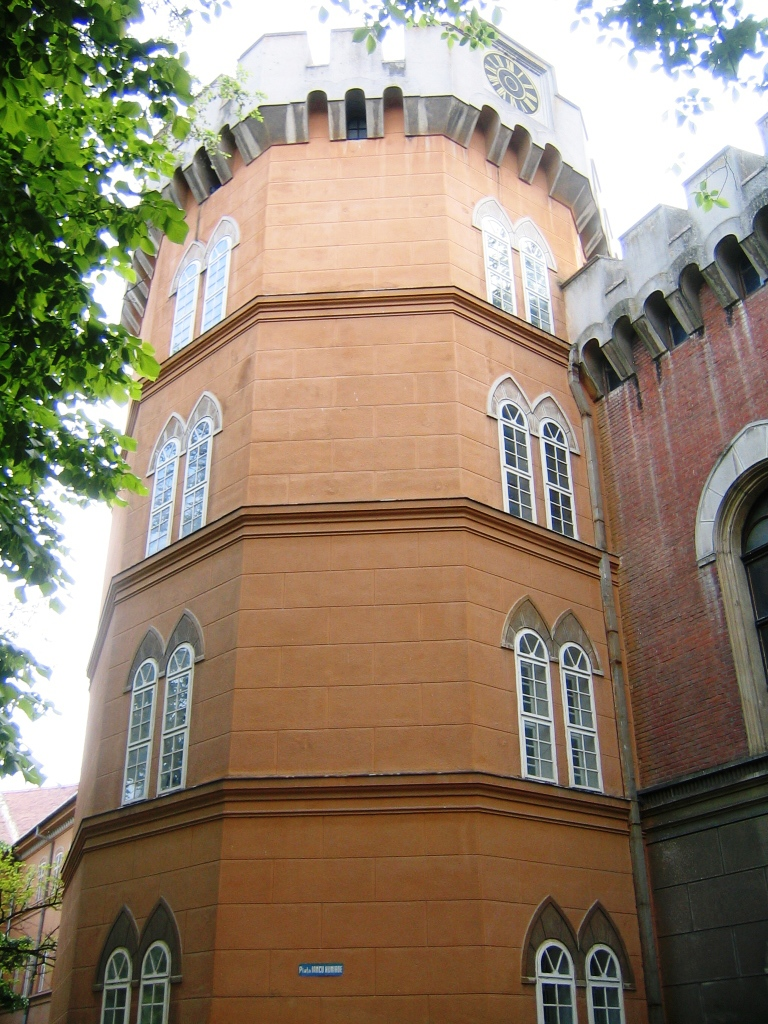
Turnul
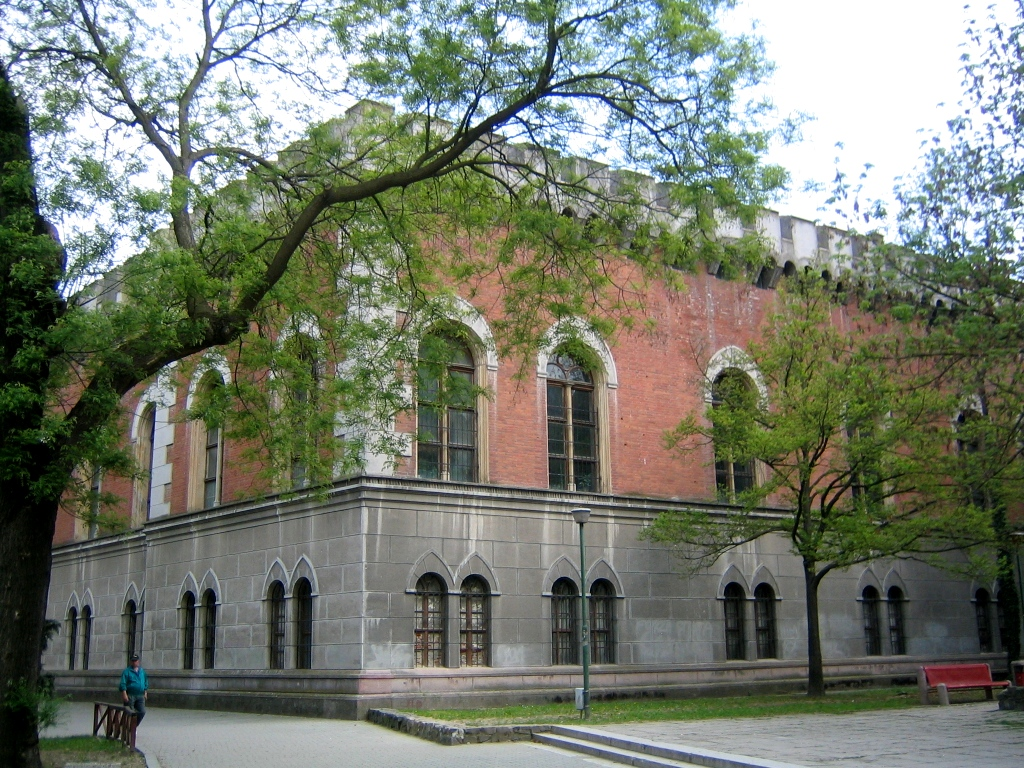
vedere dinspre Piaţa Victoriei